# Evangelische Kirche Großaltenstädten

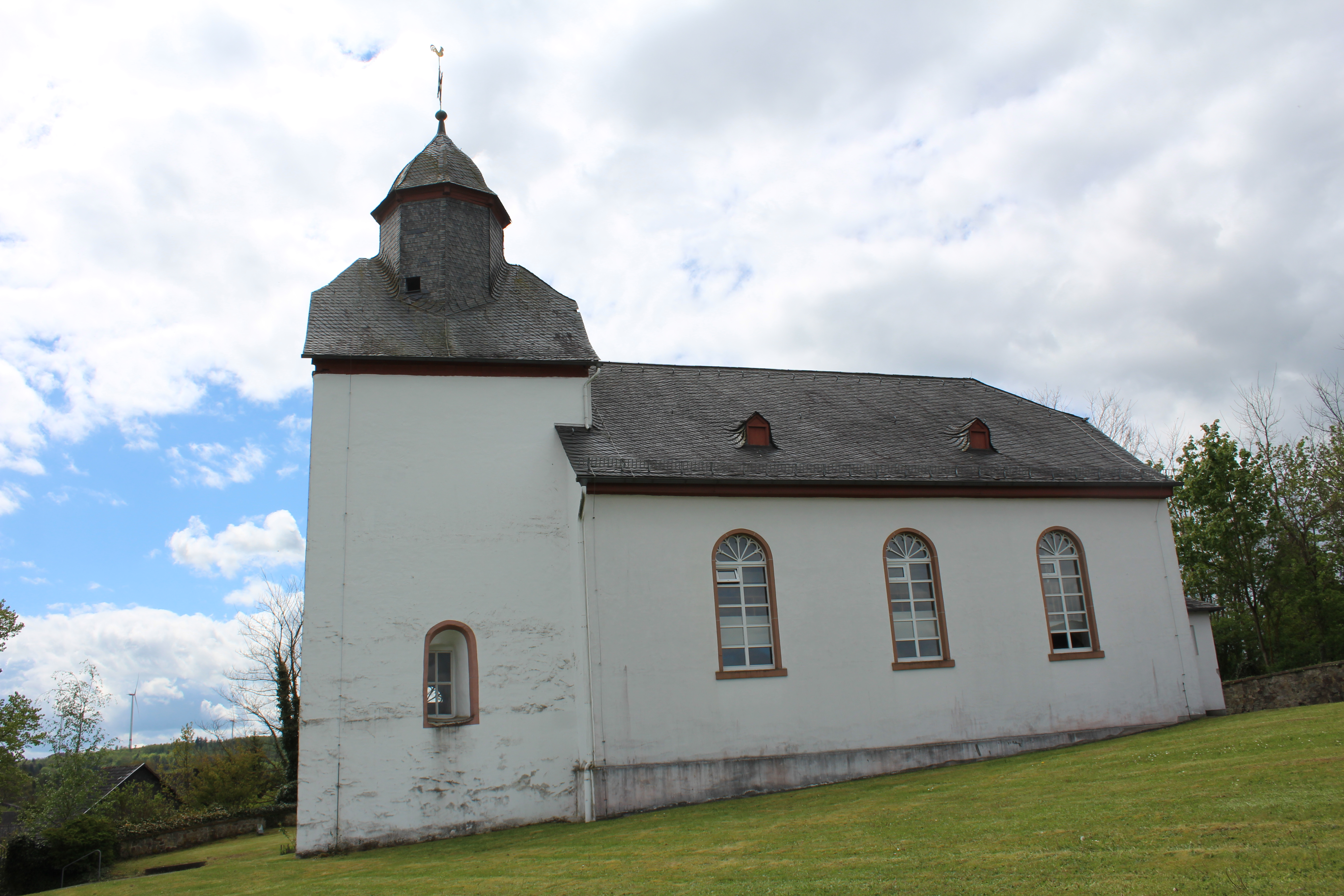
Kirche von Norden

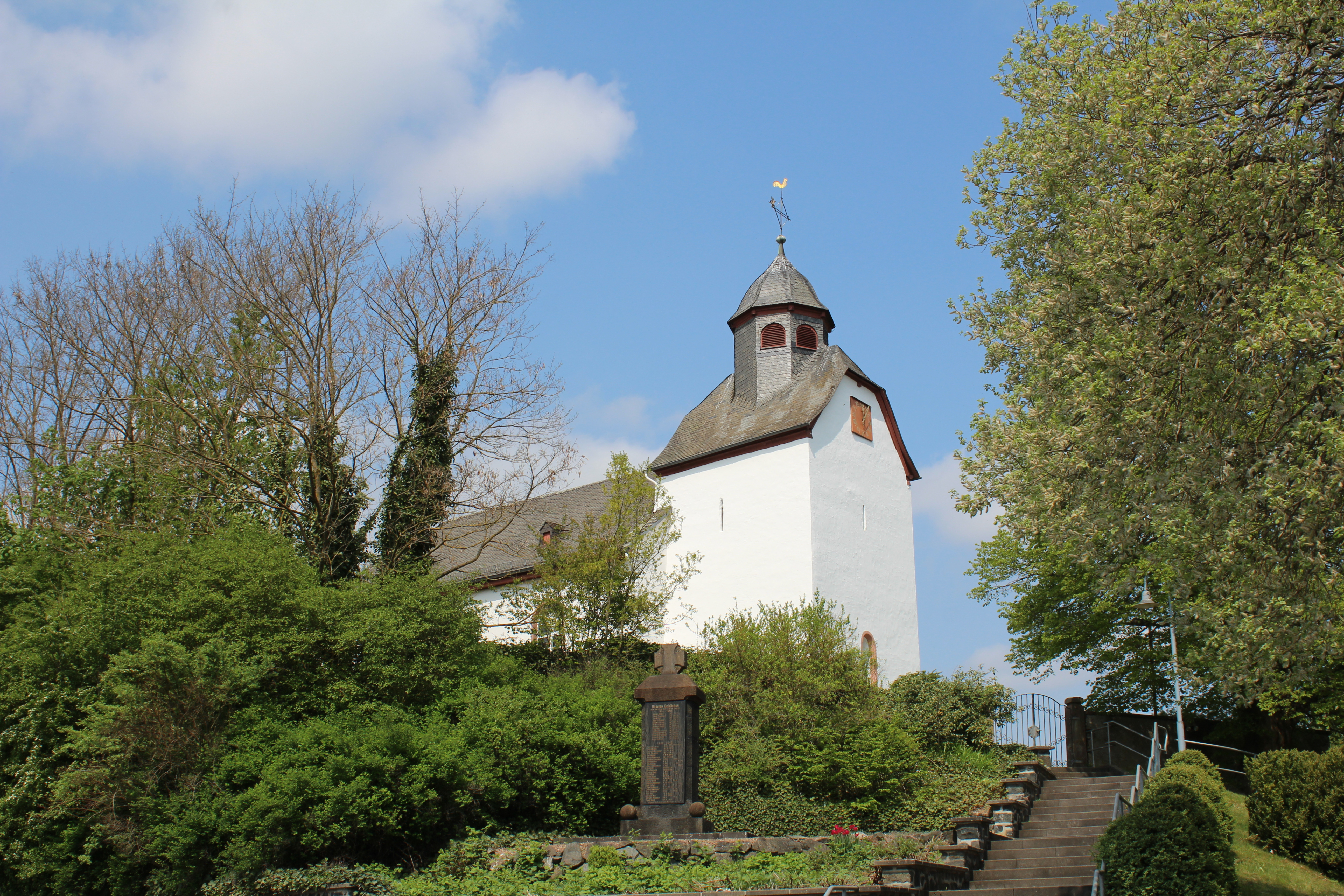
Kirche mit Treppenaufgang und Ehrenmal

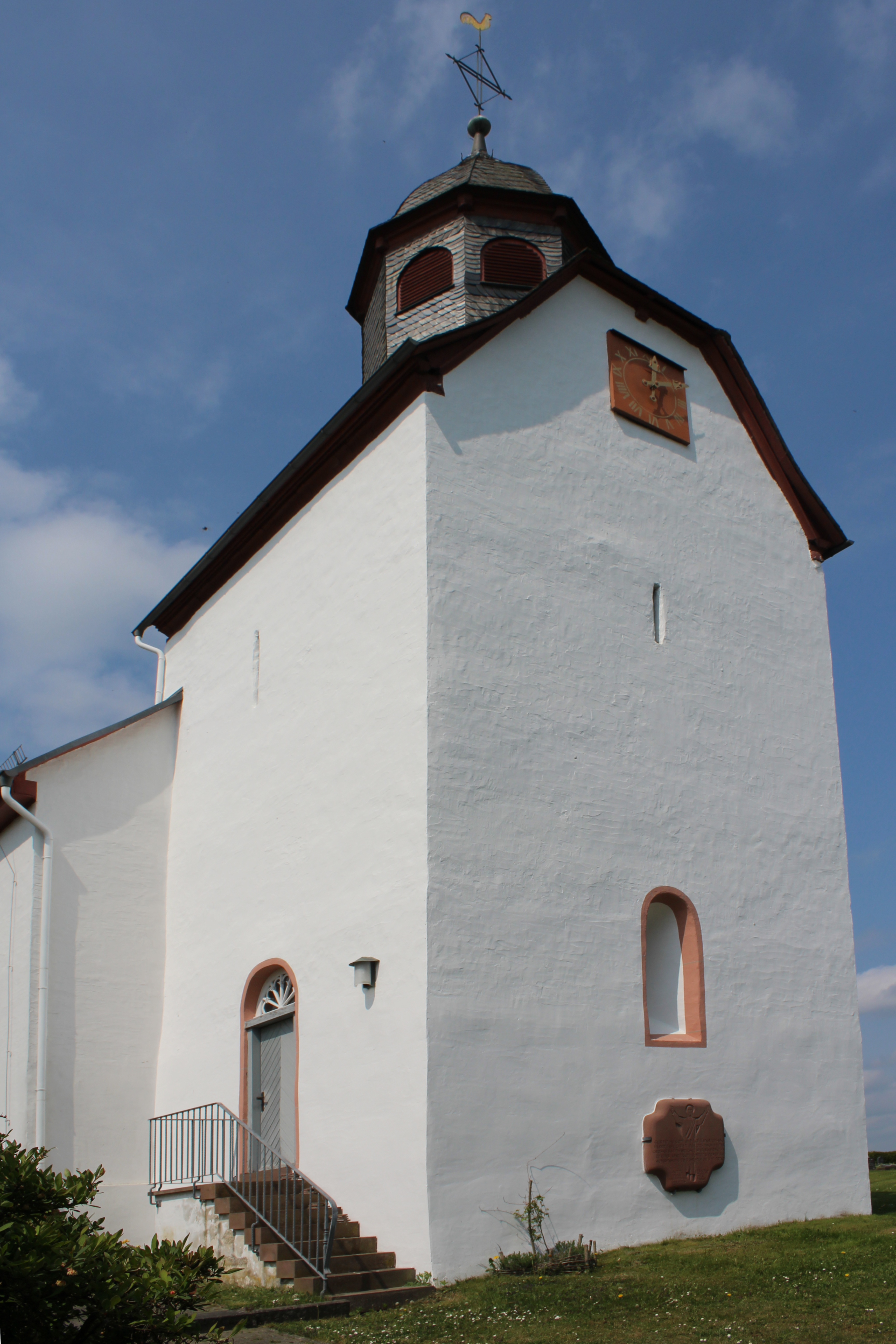
Romanischer Kirchturm mit Grabstein an der Ostseite

Die Evangelische Kirche Großaltenstädten ist eine von zwei Pfarrkirchen der evangelischen Kirchengemeinde Erda-Großaltenstädten in der Gemeinde Hohenahr im mittelhessischen Lahn-Dill-Kreis. Sie gehört zum Evangelischen Kirchenkreis an Lahn und Dill der Evangelischen Kirche im Rheinland. Das Kirchengebäude ist Kulturdenkmal aus geschichtlichen, künstlerischen und städtebaulichen Gründen.

## Geschichte von Pfarrei und Kirche
Das Dorf Großaltenstädten gehörte im Mittelalter zum Dekanat Wetzlar und Archidiakonat St. Lubentius Dietkirchen im Bistum Trier. Unweit des sogenannten Rennwegs gelegen, war seine Lage im Mittelalter sehr günstig. Die Nähe zu dieser alten Handelsstraße mag ein Grund dafür gewesen sein, dass der Ort schon früh eine eigene Kirche besaß. Dies ist umso bemerkenswerter, da der Standort des Dorfes eher eine Zugehörigkeit zur Kirche des Nachbarorts Altenkirchen nahelegt, dem im Mittelalter elf Orte der Umgebung pfarramtlich zugeordnet waren und das noch heute Mittelpunkt eines großen Kirchspiels ist.
Die Ersterwähnung einer Kirche in „Aldynstedin“ geht auf eine Eintragung im sogenannten Roten Buch des Klosters Altenberg im fürstlichen Archiv in Braunfels von 1310 zurück. Sie wurde demnach durch einen Pleban namens Theoderich verwaltet. Für das Jahr 1325 wird dann ein Pfarrer Conradus erwähnt.  Kirchenpatronat und Zehnten besaßen die Herren von Bicken, von denen sie 1294 durch Kauf an die Grafen von Solms übergingen.
Der Pfarrer von Großaltenstädten war zunächst auch für das ab 1350 neu entstandene Hohensolms zuständig. Als dieses 1454 einen eigenen Pfarrer erhielt, verlor der Großaltenstädter Pfarrer einen Teil seiner Einkünfte. Mit der Einführung der Reformation ging die selbstständige Pfarrstelle in Großaltenstädten dann endgültig ein. 1548 war der Ort bereits evangelisch-lutherisch.
Das Gebiet um Hohensolms und Königsberg war seinerzeit gemeinsamer Besitz der Grafen von Solms-Lich und der Landgrafen von Hessen. Dies beinhaltete auch die gemeinsame Aufsicht über die Geistlichkeit. Hessen beanspruchte das Patronat über Großaltenstädten, was zur Folge hatte, dass der Ort pfarramtlich lange Zeit der hessischen, später hessen-darmstädtischen Pfarrei Königsberg zugeordnet war und vom dortigen Pfarrer betreut wurde. Schon 1548 ist Großaltenstädten als Filial von Königsberg belegt.
Als Hessen-Darmstadt und Solms-Hohensolms das Land 1629 unter sich aufteilten, wurde Großaltenstädten zwar eine solmsische Gemeinde, doch blieb die Aufsicht in Schul- und Kirchenfragen weiterhin gemeinschaftlich. Unter hessen-darmstädtischem Einfluss blieb Großaltenstädten stets evangelisch-lutherisch, selbst als das Haus Solms-Hohensolms 1623 das evangelisch-reformierte Bekenntnis annahm und in seiner Residenz Hohensolms eine reformierte Pfarrei einrichtete.
Solms-Hohensolms sah sich durch den Einfluss Hessen-Darmstadts stets in seiner Landesherrschaft beeinträchtigt. Einseitig vorgenommene Bestellungen von Schul- bzw. Kirchendienern in Großaltenstädten, entweder von Seiten Hessen-Darmstadts oder von Seiten Solms-Hohensolms', führten bis zum Ende des Heiligen Römischen Reiches wiederholt zu Auseinandersetzungen zwischen den beiden Reichsständen.
Mit der Auflösung des Fürstentums Solms-Hohensolms-Lich wurde Großaltenstädten 1806 nasssauisch und 1815 preußisch. 1827 wurde es Filialgemeinde von Hohensolms. Trotz Zugehörigkeit beider Gemeinden zur Unierten Kirche Preußens seit 1817 waren Unterschiede im Ritus des Gottesdienstes noch lange spürbar. So war es noch in den 1960er Jahren üblich, dass der Pfarrer in Großaltenstädten mit seiner lutherischen Tradition vor, in Hohensolms dagegen, das rund 200 Jahre lang reformiert gewesen war, hinter dem Altar stand. Auch bei der Reichung des Abendmahls gab es deutliche Unterschiede.
1971 wurde die pfarramtliche Verbindung mit Hohensolms aufgelöst. Großaltenstädten wird seitdem von Erda aus versorgt, mit dem es heute auch eine gemeinsame Kirchengemeinde bildet.  Der Sitz des Pfarrers ist in Erda.

## Architektur

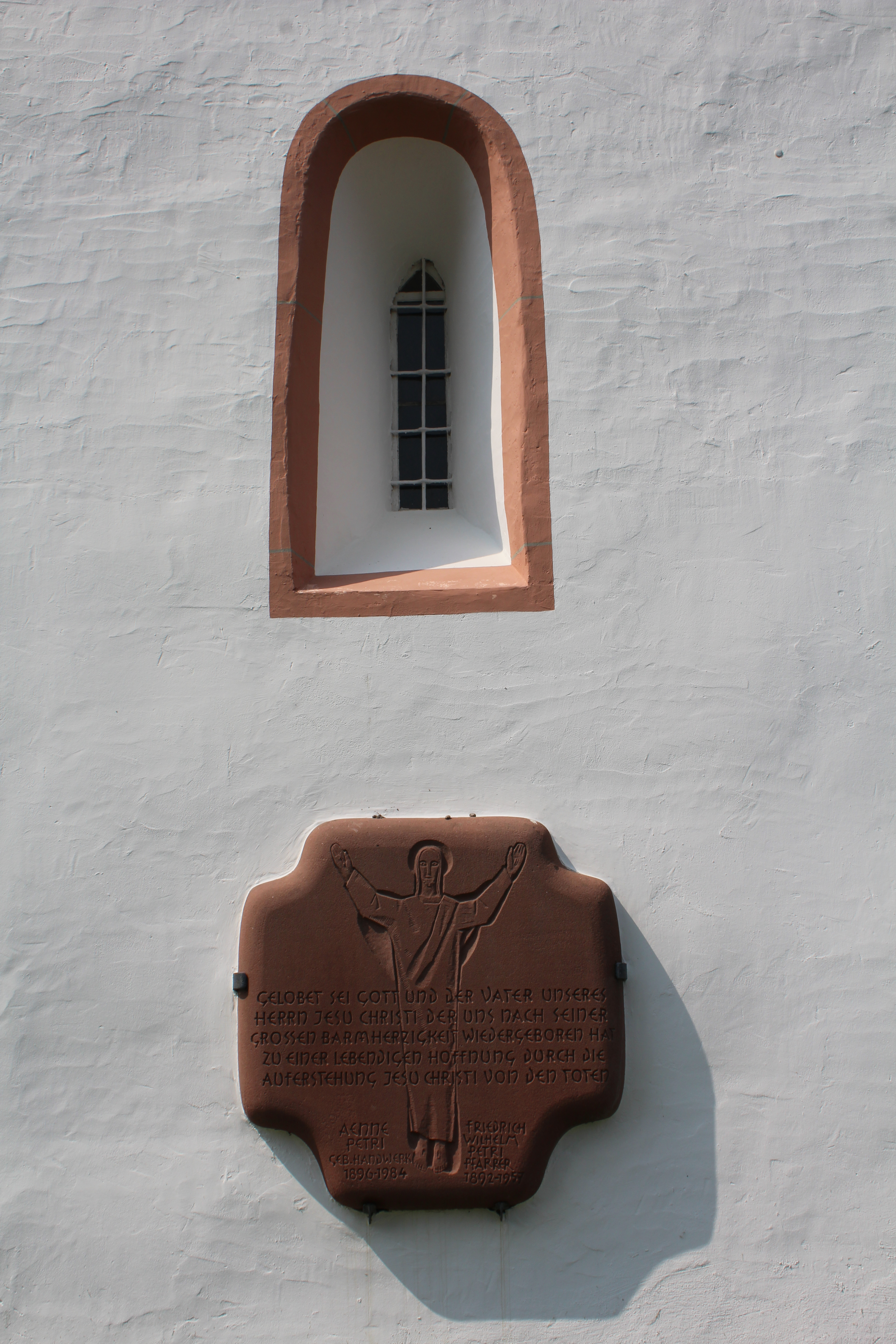
Grabstein an der Ostseite

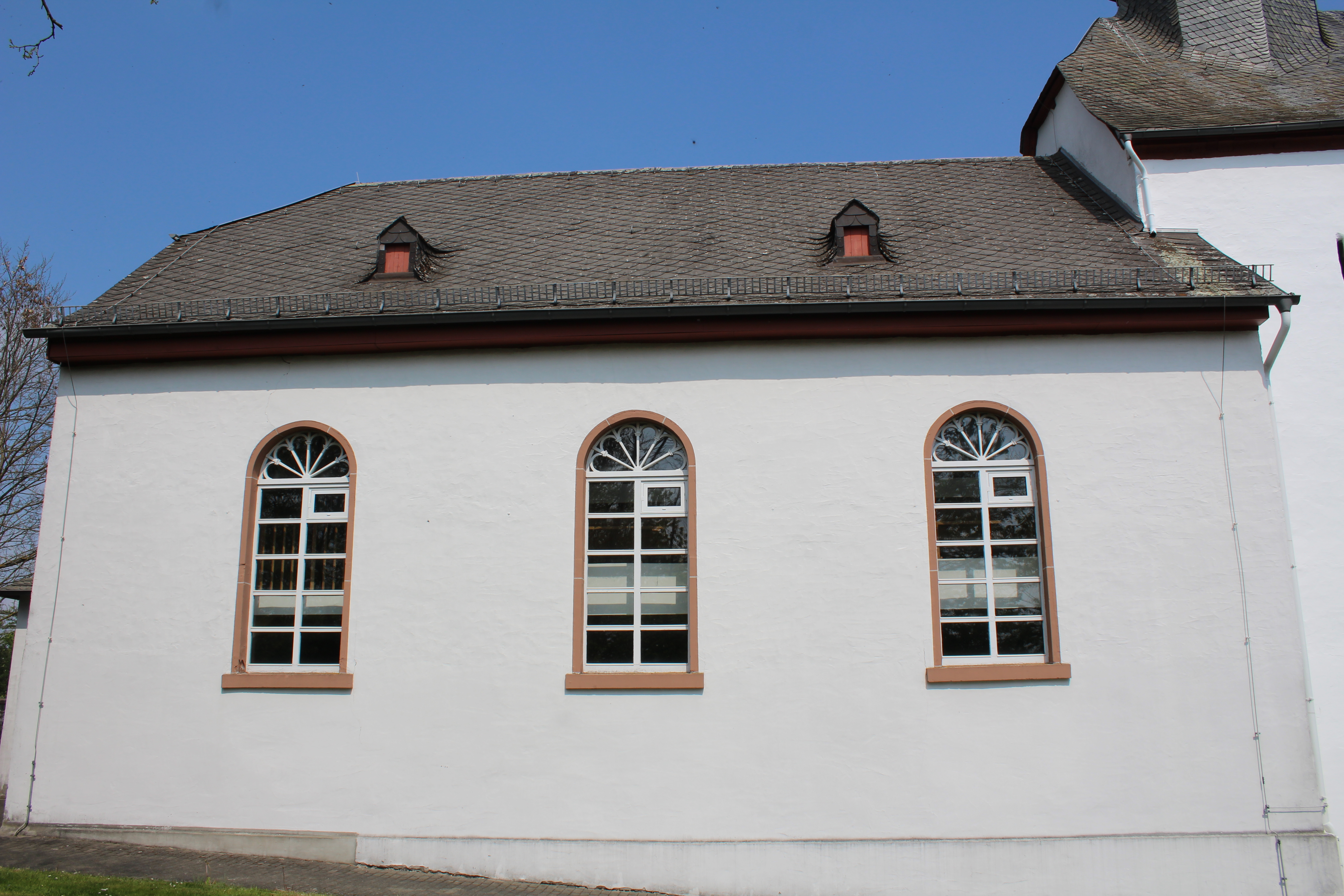
Südseite des Kirchenschiffs

Die Kirche liegt auf einem kleinen Hügel am Ortsrand. Einen großen Dorfbrand am 23. August 1798, dem 12 Gehöfte zum Opfer fielen, überstand sie unbeschadet.
Das Gebäude besteht aus einem Turm, einem Schiff und einem kleinen Eingangsvorbau. Das gesamte Mauerwerk ist in Bruchsteinbauweise errichtet und weiß verputzt. Ältester Teil ist der romanische Turm. Er wird auf die Zeit zwischen 1300 und 1350 datiert. Die Mauerstärke beträgt einen Meter. Seine schmalen Fensternischen waren als Schießscharten nutzbar, sodass von einer wehrhaften Nutzung auszugehen ist. Bei Grabungen im Turm in der ersten Hälfte des 20. Jahrhunderts entdeckte Lehrer Ludwig Schneider in zwei Metern Tiefe ein Einzelgrab mit einer männlichen Leiche. Anhand der aufgefundenen Sarggriffe datierte der Provinzialkonservator der Rheinprovinz, Edmund Renard, das Begräbnis auf das 14. Jahrhundert. Verbrannte Holzteile und Reste des Deckenverputzes im aufgeschütteten Boden deuteten zudem auf einen Brand des Turms hin. Inschriften im Gebälk des Turms verweisen auf eine Erneuerung von Glockenstuhl und Gebälk im Jahr 1680.
Das Schiff wurde ab 1841 anstelle eines alten, baufälligen Langhauses errichtet und war nach einem Jahr soweit fertiggestellt, dass es am 13. November 1842 eingeweiht werden konnte. Es ist auf beiden Längsseiten durch je drei große Rundbogenfenster gegliedert und mit einem Krüppelwalmdach versehen. Vor dem Neubau von 1841 soll die Kirche jener im benachbarten Erda sehr geähnelt haben. Der Turm war zum Schiff hin offen und bildete eine Art Apsis mit Plätzen für die Alten. Beim Neubau wurde der Turm vom Schiff durch eine Scheidewand abgeteilt und zur Sakristei umfunktioniert. Durch die Grabungen im Turm konnte zudem nachgewiesen werden, dass der Fußboden der alten Kirche etwa einen Meter tiefer gelegen hatte als der heutige.
An das Gebäude schließt sich der Friedhof an. In die Außenwand des Turms ist der Grabstein für Pfarrer Friedrich Wilhelm Petri und seine Frau Aenne eingelassen, welche am Fuß des Turms begraben liegen.
Am Treppenaufgang vom Dorf zur Kirche steht das Ehrenmal für die 13 Gefallenen des Ersten Weltkriegs. Es wurde am 7. Oktober 1923 eingeweiht. und ist in Form eines Pfeilers mit aufgesetztem Eisernen Kreuz gestaltet. Nach dem Zweiten Weltkrieg wurde es um die 27 Namen der Gefallenen des letzten Krieges erweitert.

## Ausstattung

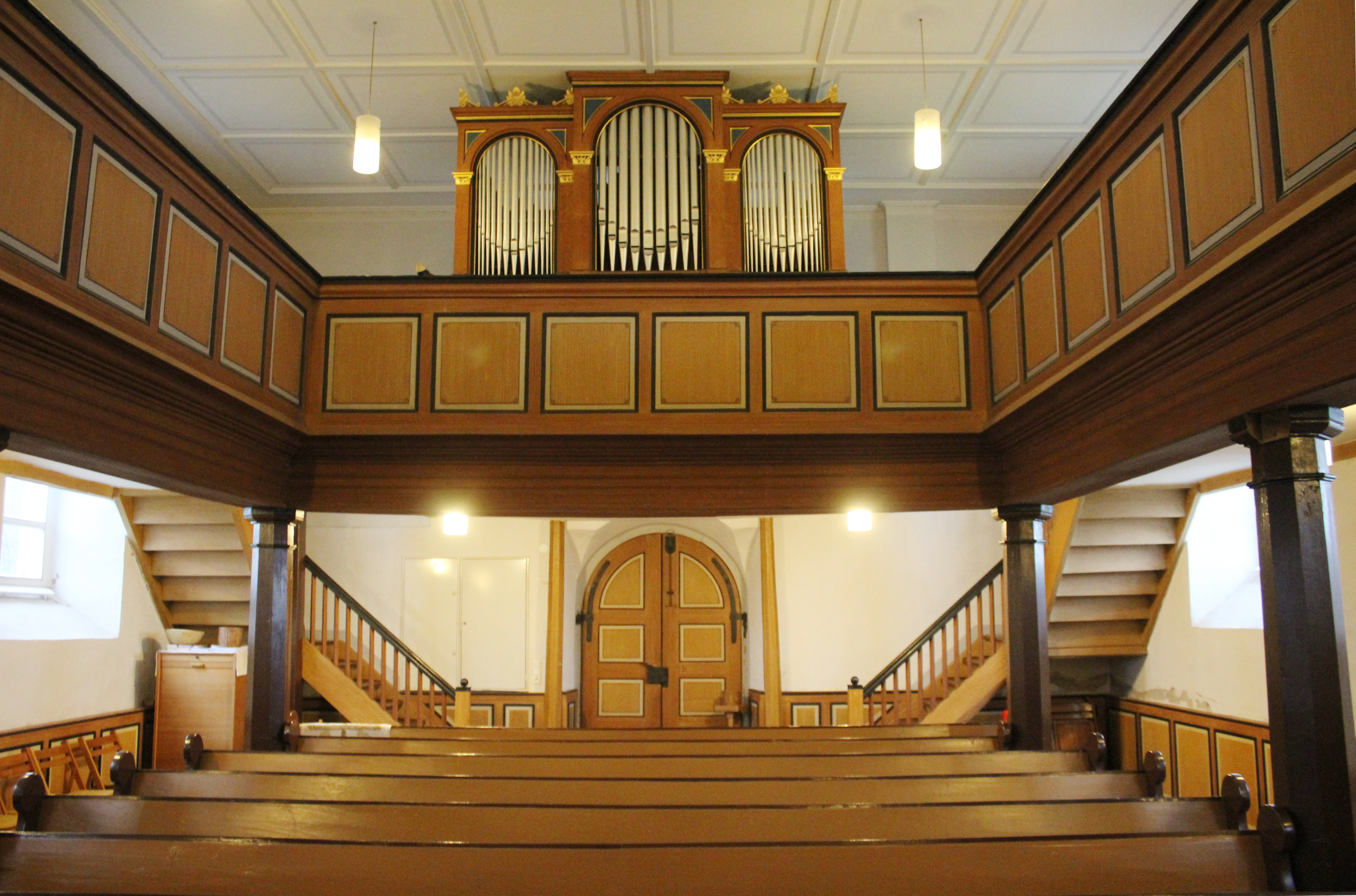
Dreiseitig umlaufende Empore

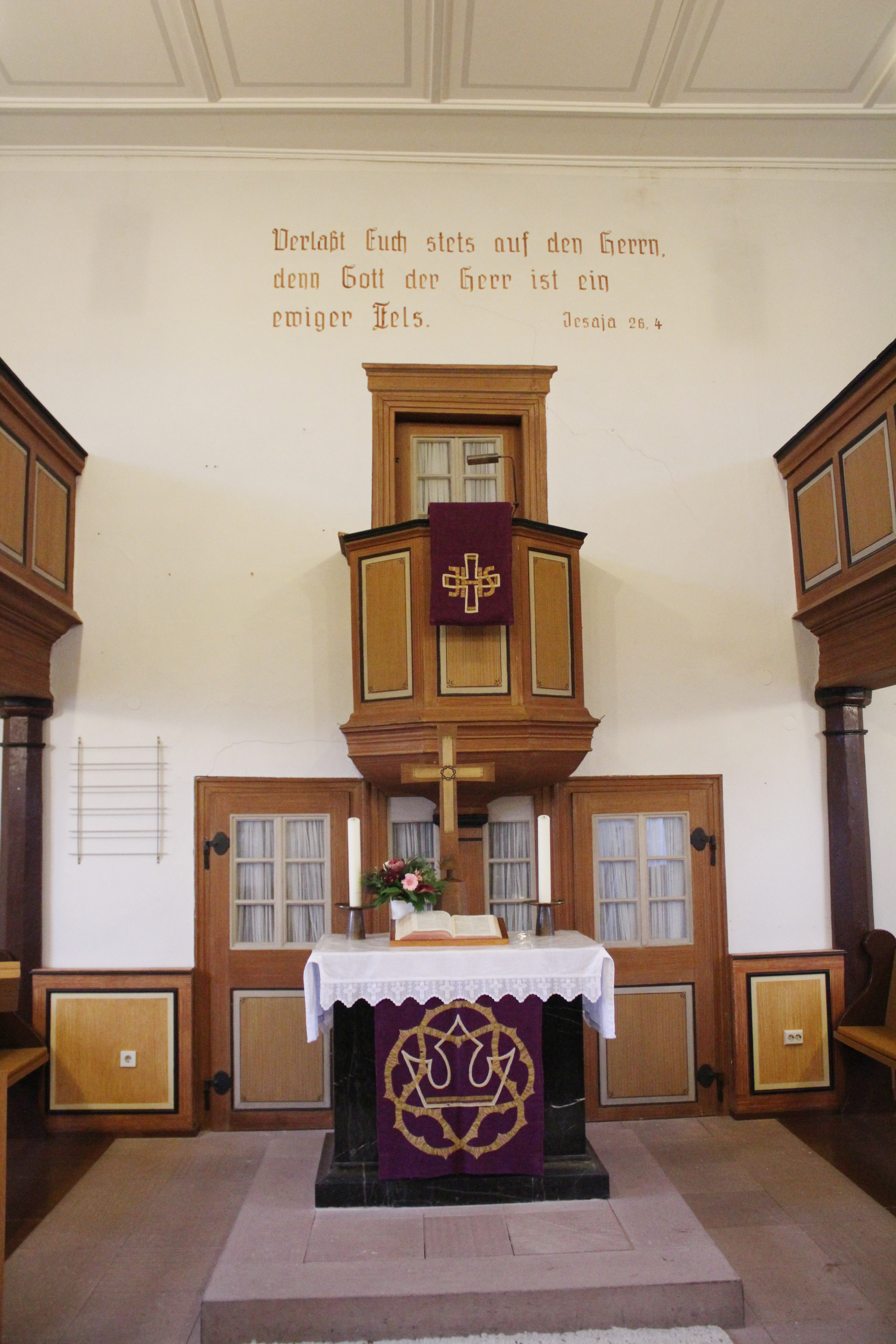
Kanzel und Altar

Durch die Abtrennung des Chorturms bildet das Schiff heute einen flach gedeckten Saalbau. Raumbestimmend sind die axial ausgerichtete Kanzel an der Ostwand, der davor stehende Altar und die dreiseitige Empore mit der Orgel auf der Westseite. Vor dem Neubau von 1841 stand die Kanzel seitlich an der nördlichen Ecke. Das gesamte Holzwerk ist farblich in verschieden hellen Brauntönen gehalten.
Ein Wandspruch über der Kanzel lautet: „Verlaßt Euch stets auf den Herrn, denn Gott der Herr ist ein ewiger Fels, Jesaja 26, 4“.
Fresken in den Fensternischen des Turms werden auf das 14. Jahrhundert datiert. Sie sind jedoch übertüncht.
Bei einer Renovierung in den Jahren 1967–1968 wurde der Innenraum einheitlich in einem spätklassizistischen Stil der Zeit um 1850 wiederhergestellt. Da auch der damalige Altar mit seiner dunklen Holzverkleidung nicht in das angestrebte Gesamtbild passte, wurde er durch einen Altar aus schwarz-weißem Lahnmarmor ersetzt, der aus einer Kirche bei Idstein stammte. Die Gemeinde im Taunus hatte ihn unentgeltlich abgegeben. Die fehlende Rückwand des Altars konnte mit Schupbacher Marmor nachgefertigt werden, obwohl der Marmorabbau dort bereits eingestellt war.

## Orgel

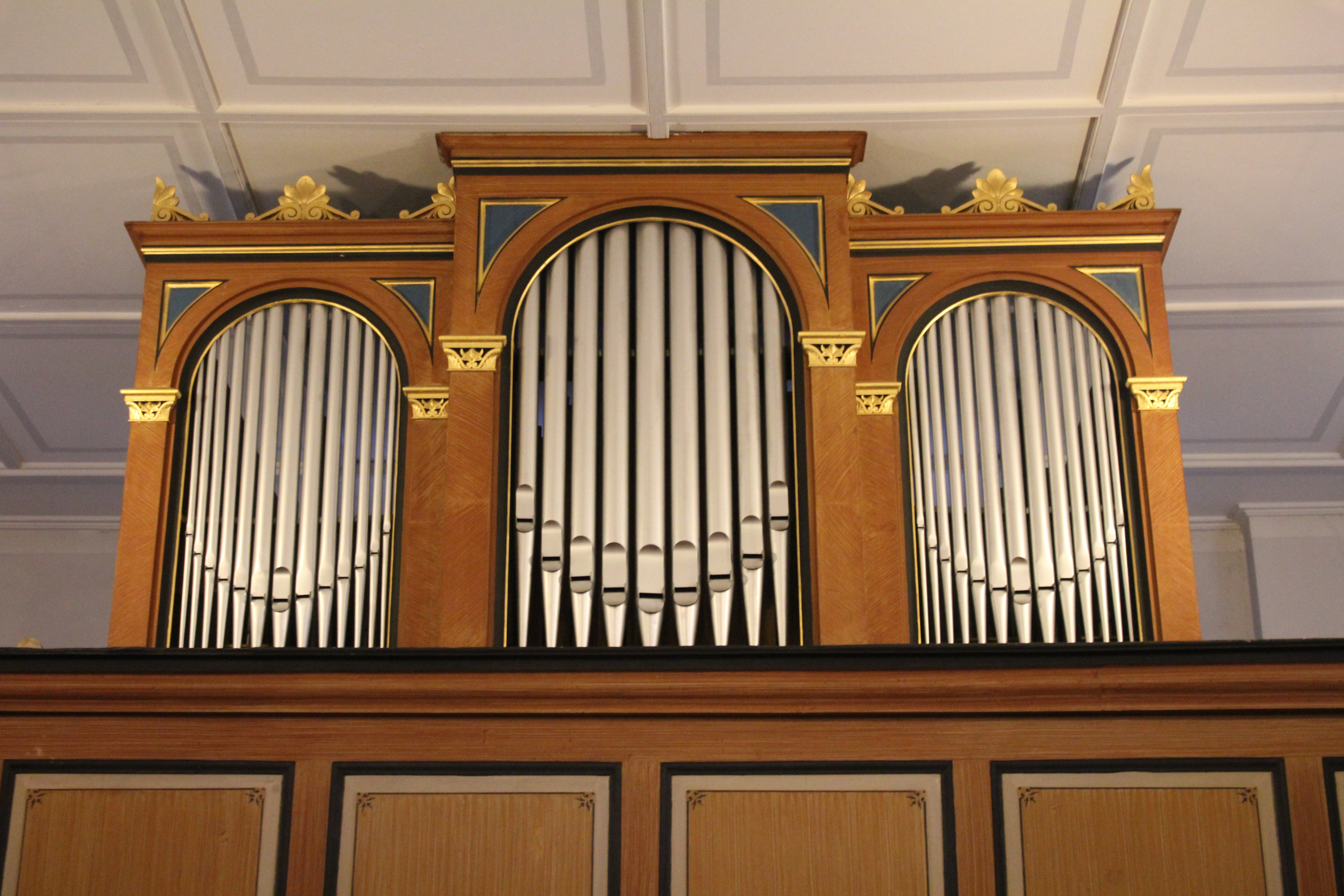
Raßmann-Orgel von 1892

Großaltenstädten erhielt 1766 erstmals eine Orgel. Es handelte sich dabei um ein gebrauchtes Instrument, das vorher in einem der Wetzlarer Klöster gestanden hatte und nach einigen Querelen bezüglich der Anschaffungskosten nach Großaltenstädten transportiert wurde. Die Aufstellung verzögerte sich aber bis 1767. Erst mussten eine Orgelempore und ein Balggehäuse hinter der Kirche errichtet werden.
Die Orgel mag nicht lange in Gebrauch gewesen sein, denn bereits aus dem Jahr 1824 ist überliefert, dass seinerzeit keine funktionierende Orgel vorhanden war, wohl aber ein defektes „Orgelchen“ auf dem Kirchenspeicher, bei dem es sich um das 1766 angeschaffte Instrument gehandelt haben dürfte. Der damalige Dorflehrer Georg Karl Backes setzte es mit Hilfe eines Schreiners wieder in Stand.
Die heutige Orgel wurde von der Firma Raßmann in Möttau gebaut. Sie kostete 2200 Mark und wurde am 12. Juni 1892 eingeweiht. Sie hat ihren Platz auf der Empore an der Westseite. Der Prospekt hat Ähnlichkeit mit der etwa gleich alten Orgel im benachbarten Erda, die auch vom selben Erbauer stammt. Die Orgel in Großaltenstädten verfügt über acht Register, die auf einem Manual und Pedal verteilt sind. Die Disposition lautet wie folgt:
| I Manual C–f3 |    |
| Gedackt       | 8′ |
| Salicional    | 8′ |
| Principal     | 4′ |
| Hohlflöte     | 4′ |
| Octave        | 2′ |
| Mixtur B/D    | 4′ |

| Pedal C–d1 |     |
| Subbass    | 16′ |
| Bassflöte  | 4′  |

- Koppel: I/P
- Spielhilfe: Windauslass

## Geläut

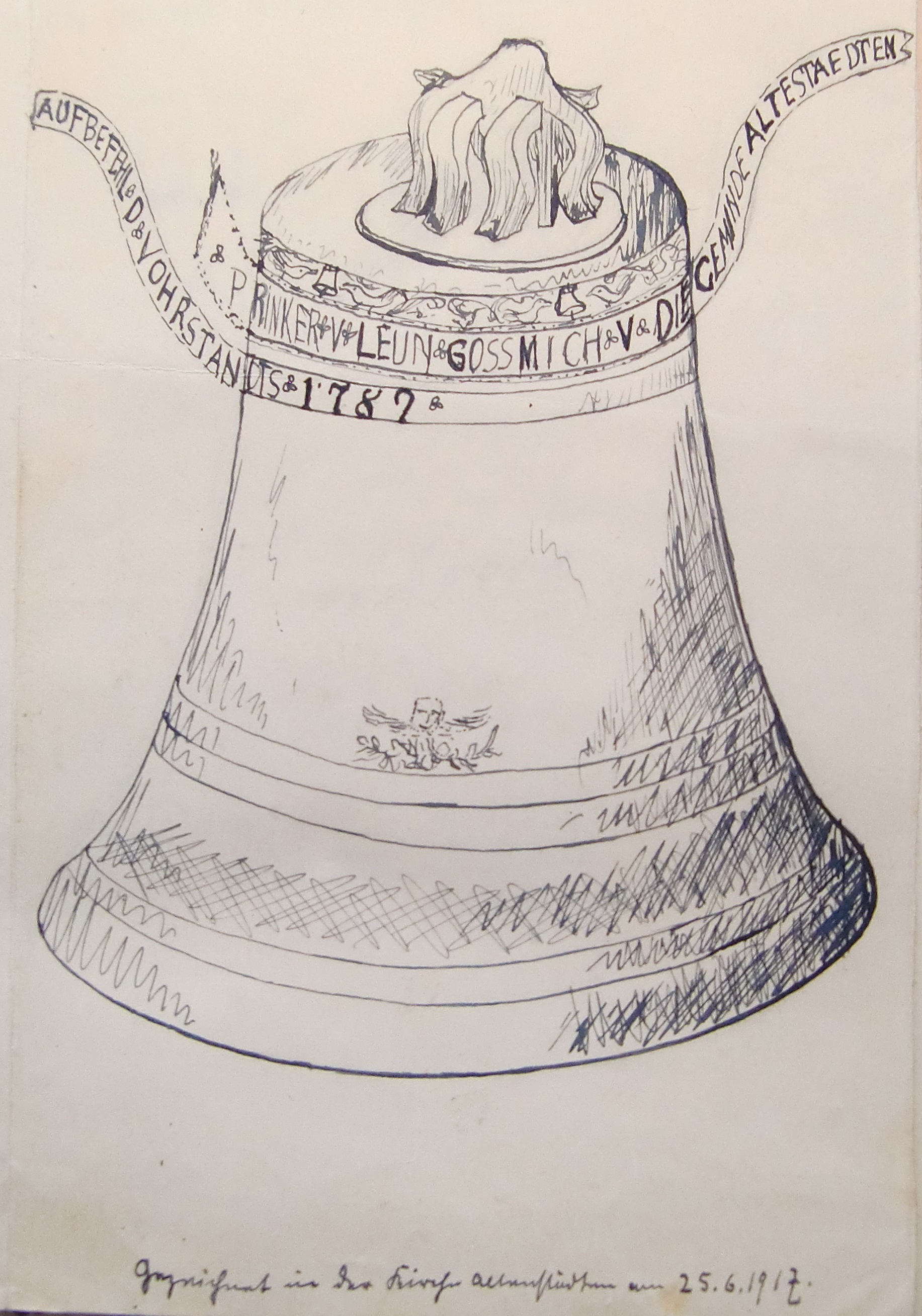
Ehemalige Kirchenglocke von Großaltenstädten aus dem Jahr 1787 – Skizze von 1917

Das Geläut besteht in Großaltenstädten traditionell aus drei Glocken. Die zwei ältesten stammen noch aus dem Jahr 1453 und wurden von Johann Bruwiller gegossen. Die auf beiden Glocken gleichlautenden Inschriften „O rex glorie veni cum pace Christus Maria S Antonos Anno dmi m°cccc°L III°“ (O König der Herrlichkeit, komm in Frieden, Christus, Maria und hl. Antonius, Anno 1453) lassen vermuten, dass die Kirche dem Heiligen Antonius geweiht war. Zusätzlich tragen die Glocken schöne Reliefs von Jesus und Maria. Neben den beiden Glocken von 1453 stammte eine weitere, die kleinste, aus dem Jahr 1787. Sie war ein Guss der Firma Rincker und trug die Inschrift „Auf Befehl d Vohrstandts 1787 P. Rinker v. Leun goss mich v die Gemeinde Altestaedten.“ Im Ersten Weltkrieg (1917) wurde die Glocke von 1787 zur Verwertung in der Kriegswirtschaft abgeliefert und eingeschmolzen. Die 118 Kilo wiegende Glocke wurde mit 3,50 Mark pro Kilo vergütet. Dazu kam noch eine Ausbauentschädigung, sodass die Gemeinde insgesamt 531 Mark erhielt. Letztlich nur ein Spottpreis. 1924 ließ man bei der Firma Schilling in Apolda/Thüringen eine neue Glocke gießen. Sie hatte ein Gewicht von 100 Kilo, einen Durchmesser von 57 cm und kostete 720 Rentenmark. Für Transport und Aufhängung fielen weitere Kosten von 120 Mark an. Der Gemeinderat beschloss 1925, sie der Kirchengemeinde zum Geschenk zu machen.
1942 mussten erneut zwei Glocken zum Einschmelzen abgeliefert werden. Es handelte sich um die größte Glocke und die Schilling-Glocke von 1924. Während die große Glocke nach Kriegsende auf dem Glockenfriedhof in Hamburg wiedergefunden wurde und im August 1947 zurückgeholt werden konnte, blieb die Schilling-Glocke verschwunden. Ihr Platz im Glockenstuhl ist bis heute leer. Mit der Herstellung einer neuen Glocke durch die Firma Rincker wurde das Geläut 1954 wieder komplettiert. Die neue Glocke ist nun die größte des Geläuts. Sie hängt im mittleren Teil des Turms und zeigt mit ihrem tiefen Klang Stunden und Halbstunden an.
Seit der Renovierung von 1967/68 ist eine Läutemaschine im Einsatz. Im Turm haben sich als Reste der historischen Läutetechnik an der Decke alte Porzellanführungen für die Glockenseile erhalten. Auch der rostige Rahmen des ehemaligen Uhrwerks mit den Drahtseiltrommeln und den Steingewichten, die zum Antrieb der Turmuhr dienten, ist erhalten.